# Port lotniczy Kaohsiung
Port lotniczy Kaohsiung – międzynarodowy port lotniczy położony w pobliżu Kaohsiung. Jest drugim co do wielkości portem lotniczym na Tajwanie. W 2006 obsłużył 7,1 mln pasażerów.

## Linie lotnicze i połączenia

### Krajowe
- Daily Air (Qimei, Wang’an)
- Far Eastern Air Transport (Tajpej-Songshan)
- Mandarin Airlines (Hualian, Tajpej-Songshan)
- TransAsia Airways (Kinmen, Magong, Tajpej-Songshan)
- Uni Air (Kinmen, Magong)

### Międzynarodowe
- Air Macau (Makau)
- Cebu Pacific (Manila) [od 7 czerwca 2008]
- China Airlines (Bangkok-Suvarnabhumi, Chiang Mai, Ho Chi Minh, Hongkong, Manila, Nagoja-Centrair, Singapur)
- Dragonair (Hongkong)
- EVA Air (Ho Chi Minh, Makau)
- Far Eastern Air Transport (Hanoi, Jeju, Laoag)
- Japan Airlines (Tokio-Narita)
- Malaysia Airlines (Kota Kinabalu, Kuala Lumpur)
- Mandarin Airlines (Hongkong, Ho Chi Minh, Tajpej-Taoyuan)
- SilkAir (Singapur)
- TransAsia Airways (Makau)
- Uni Air (Hanoi, Ho Chi Minh, Seul-Incheon)
- Vietnam Airlines (Ho Chi Minh)

### Cargo
- China Airlines Cargo (Hongkong, Manila, Tajpej-Taoyuan)